# تیانا (ساردینیا)
تیانا (به ایتالیایی: Tiana) یک کومونه در ایتالیا است که در استان نیورو واقع شده‌است.

## خصوصیات
تیانا ۱۹٫۳ کیلومترمربع مساحت و ۵۴۷ نفر جمعیت دارد.